# نادي يورك سيتي
يورك سيتي (بالإنجليزية: York City F.C.)‏ هو نادٍ إنجليزي محترف لكرة القدم، مقره في مدينة يورك بإنجلترا وفريق ينافس في دوري الدرجة الثانية الإنجليزي، والدرجة الرابعة من دوري كرة القدم في إنجلترا، اعتبارًا من الموسم 2015-16.
أُسس النادي عام 1908، ولعب سبعة مواسم في مستوى أدنى من الدوري الممتاز. تم تشكيله كنادِ جديد في عام 1922، ولعب في دوري ميدلاند لمدة سبع سنوات قبل أن ينضم إلى دوري كرة القدم. لعب الفريق في الدرجة الثالثة حتى عام 1959 ولكنها كانت تعد بداية انطلاقتهم. حقق يورك سيتي أفضل انجازاته في كأس الاتحاد الإنجليزي في 1954-55، عندما واجهه نيوكاسل يونايتد في الدور نصف النهائي، وظل النادي يتأرجح بين الدرجة الثالثة والرابعة قبل أن يقضي موسمين في دوري الدرجة الثانية في 1970. لعب يورك سيتي لأول مرة على ملعب ويمبلي في عام 1993، عندما فاز في مباراة فاصلة في دوري الدرجة الثالثة، ولكن مع نهاية 2003-04، فقد النادي مكانته في دوري كرة القدم بعد أن هبط من دوري الدرجة الثالثة. وعلى الرغم من ذلك فلقد استطاع نادي يورك سيتي استعادة مكانته في دوري كرة القدم بعد فوزه بكأس اتحاد كرة القدم2011-12.
يلقب فريق يورك سيتي ب «مينستر مين»، ويلعب الفريق عادةً في زي أحمر اللون. لعب الفريق في «فولفورد جيت» منذ 1922 وحتى 1932 قبل أن ينتقلوا إلى ملعبهم الحالي «بوسام كريسنت»، وكانت الأرض تخضع لتحسينات عديدة على مر السنين، لكن النادي خسر ملكيتها عندما تم نقله إلى شركة قابضة في عام 1999، ولكن تم استعادة النادي مرة أخرى بعد خمسة أعوام ولكن شروط القرض الذي تم استخدامه لرده استدعى أن ينتقلواإلى أرض جديدة. ومن المخطط أن يتم نقل النادي إلى ملعب يورك الخاص بحلول 2017.
يتنافس فريق بورك سيتي مع العديد من الأندية ويعد نادي هال سيتي وسكاربروج هم أشرس منافسيه، ويعد اللاعب باري جاكسون هو صاحب الرقم القياسي في عدد مشاركاته مع الفربق، فلقد قدم 539 مباراة، أما هداف الفريق فهو نورمان ويلكنسون، الذي سجل 143 هدفًا.

## تأسيس النادي وانضمامه إلى الدوري 1908–1946
تأسس نادي يورك سيتي كنادِ لغير المحترفين في 1908 وانضم إلى رابطة الشمال لكرة القدم وصل على أرضِ للتدريب في «هولدج روود». ترك النادي رابطة الشمال لكرة القدم بعد موسمين كاملين لينضموا إلى اتحاد اليورك شير وذلك للحد من أعباء السفر. تأهل فريق يورك سيتي ليصبح محترفًا في 1912 واشتري ملعباً جديداً في «فيلدفيو».انضم نادي يورك سيتي إلى دوري ميدلاند، حيث لعب لمدة ثلاثة مواسم، وارتفع مستوى الفريق حتى وصل إلى المركز العاشر في 1912-1913. لعب الفريق موسمه النهائي في 1914-1915، وبعد ذلك تم تعليق المنافسة بسبب نشوب الحرب العالمية الأولى. تعرض النادي إلى التصفية بعد إفلاسه في أغسطس 1917 بعد أن طالب دائنه برد ثمن الملعب.
أُعيد تأسيس النادي كرابطة لكرة القدم وكنادي رياضي محدودة في 6 مايو 1922 وحصل النادي على موافقة لانضمامه إلى دوري ميدلاند بعد محاولته الأنضمام إلى دوري الدرجة الأولى الإنجليزي، والتي باءت بالفشل. أحتل نادي اليورك المركز التاسع عشر في الفترة ما بين 1922-1923 و1923-1924 والتي انتهت بدخوله كأس الاتحاد الإنجليزي لكرة القدم لأول مرة منذ إنشأوه. لعب فريق اليورك سيتي في دوري ميدلاند لسبعة مواسم، وحقق أعلى مستوى إغلاق للدورة السادسة في المدة ما بين 1924-1925 و1926-1927. تخطي الفريق التصفيات المؤهلة لكأس الاتحاد الإنجليزي للمرة الأولى في 1926-1927، عندما هُزموا 2-1 امام نادي الدرجة الثانية غريمسبي تاون في الجولة الثانية. وجه النادي أولي محاولاته الجادة لخوض الانتخابات في دوري كرة القدم مايو 1937، ولكنه لم يوفق فلقد أٌعيد انتخاب نادي بارو واكرينجتون ستانلي. ومع ذلك، كان نجح بعد عامين في انتخابات دوري لكرة القدم 3 يونيو 1929 ليحل محل نادي شينغتون في الدرجة الثالثة الشمالية.

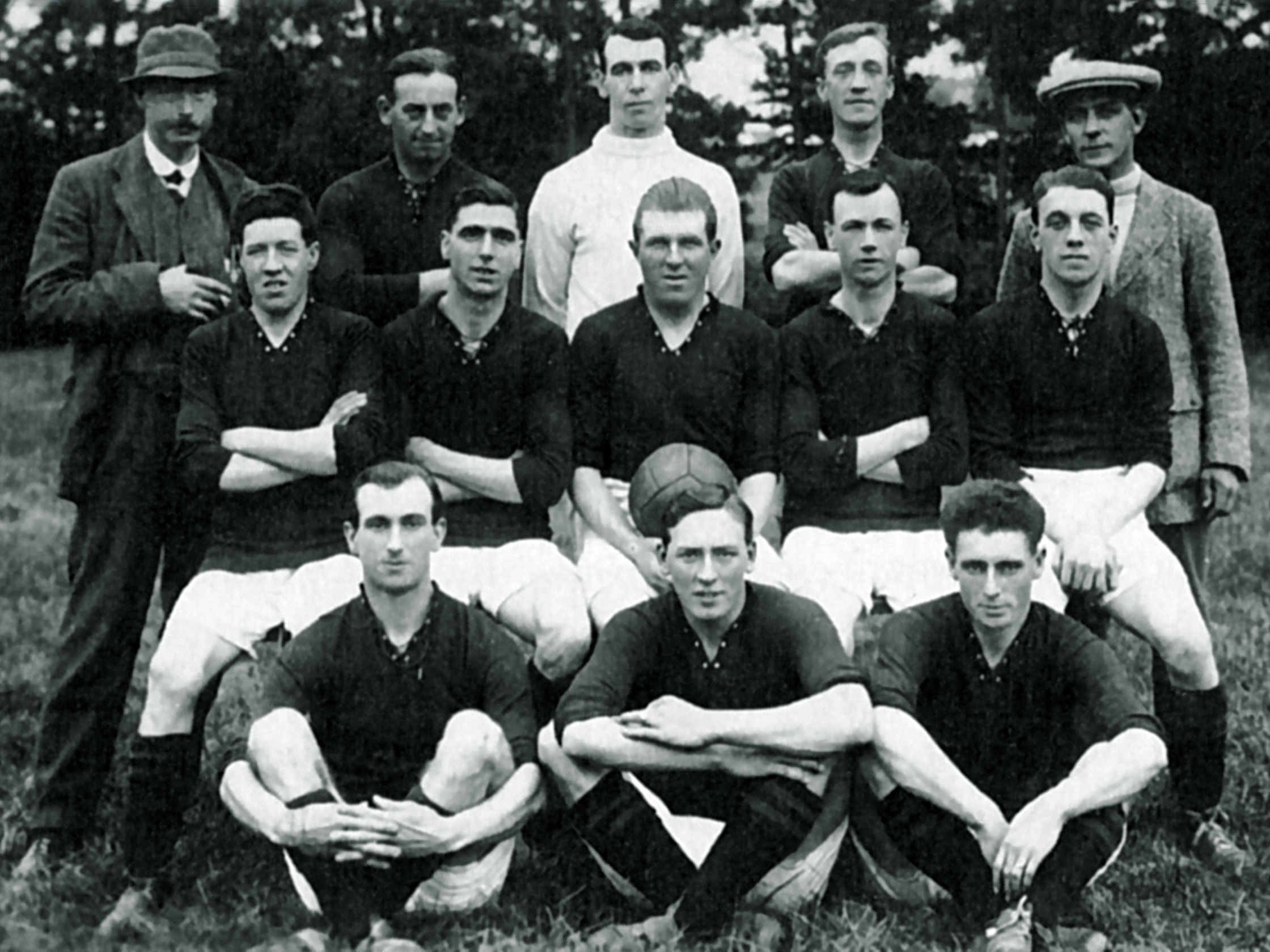
نادي يورك سيتي قبل مباراة عام 1922

فاز يورك سيتي 2-0 ضد ويغان بورو في أولى مبارياته في دوري كرة القدم، واحتل المركز السادس بدوري كرة القدم الشمالية. وبعد مُضي ثلاث سنوات لم يُبد يورك سيتي اسعداده لإعادة انتخابه مره اخري بعد فوزه في مباراته الأخيره 1932–1933 ، وفي كأس الاتحاد الإنجليزي 1937-1938 حقق فوزاً آخر على فرقتين من دوري الدرجة الأولى الإنجليزي ويست بروميتش ألبيون ونادي ميدلزبره، وتعادل اليورك على أرضه أمام هدرسفيلد تاون
في الجولة السادسة، قبل أن يخسر إعادتها 2-1 في أستاد ليدز روود بإنجلترا. كان اليورك سيتي ينافس من أجل النهوض بمركزه في 1937–1938 قبل أن يهبط مستواه في الأسابيع الأخيرة وفي الموسم التالي تجنب إعادة انتخابه مره أخرى بعد فوزه في المباراة قبل الأخيرة. شارك سيتي في المسابقات الإقليمية التي نظمها دوري كرة القدم عند اندلاع الحرب العالمية الثانية في سبتمبر 1939. لعب سيتي في المسابقات التي أُنشأت وقت الحرب على مدار سبعة مواسم  وفي عام 1942 فاز بكأس المقاطعات المشتركة.

## كأس الاتحاد الإنجليزي 1946-1981
استؤنف لعب كرة القدم بعد أن هدأت الأوضاع في 1946–1947، انهي خلالها سيتي ثلاثة مواسم متتالية. وعلى الرغم من ذلك، أُجبر فريق بورك سيتي على المشاركة في إعادة الانتخاب لأول مرة 1949–1950. تابع يورك سيتي تقدمه في 1952-1953 حتى حصل على المركز الرابع برصيد ثلاثة وخمسين نقطة والذي كان يُعد إنجازاً جديداٌ لنادي في دورة كرة القدم. وجاءت أطول فترة صمود للنادي عندما وصل إلى الدور نصف النهائي من كأس الاتحاد الإنجليزي 1954-1955 والذي سجل فيها آرثر بوتوم ثمانية أهداف. وفي الدور نصف النهائي، تعادل يورك سيتي 1-1 مع نيوكاسل يونايتد على ملعب هيلسيبره، قبل أن يخسر 2-0 على ملعب روكر بارك في جولة الإعادة، وهو ما يعني أن يورك سيتي أصبح أول نادِ من الدرجة الثالثة يلعب في الدور قبل النهائي في جولة الإعادة من كأس الاتحاد الإنجليزي ومع اختفاء المركز الثالث عشر في 1957-1958 أصبح يورك سيتي من أحد الأندية المؤسسة لدوري الدرجة الرابعة، أما عن الأندية التي أحتلت المراكز الأثني عشر الأولي من الأقسام الشمالية والجنوبية فقد أنشأوا دوري جديد من الدرجة الثالثة لكرة القدم.
.

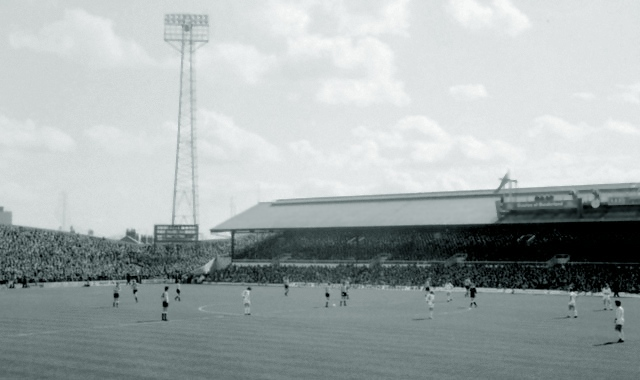
لعب يورك سيتي أمام نيوكاسل يونايتد في جولة الإعادة للنصف النهائي على ملعب روكر بارك

أضاع يورك سيتي مركز الوصيف (المركز الثاني) في 1958-1959 بفارق هدف واحد ولكنه توج لأول مرة ليحمل المركز الثالث، وعلى الرغم من ذلك هبط يورك سيتي من دوري الدرجة الثالثة بعد موسم واحد فقط في 1959-1960. وكان أفضل أداء
لليور سيتي في كأس رابطة الأندية الإنجليزية في 1961-1962، الموسم الثاني للمسابقة، بعد أن وصل إلى الجولة الخامسة، والتي هُزم بعدها على يد مُنافسه روشدالي. اضطر يورك سيتي إلى التقدم لإعادة انتخابه مرة ثانية بعد أن انتهي به الأمر في المركز الثاني والعشرين في 1963-1964، ولكنه على الرغم من ذلك حقق ارتفاعاً آخر ليحتل المركز الثالث من دوري الدرجة الرابعة. هبط يورك سيتي مرة أخرى ليصبح في قاع دوري الدرجة الثالثة في 1965-1966. واضطر النادي التقديم لإعادة انتخابه في ثلاثة مواسم متتالية، من 1966-1967 حتى 1968-1969 والتي ظل فيها في دوري الدرجة الرابعة في كل موسم. استمرت محاولات يورك سيتي للنهوض بمستواه كل ست سنوات حتى أحتل المركز الرابع 1970-1971.
تفادي اليورك سيتي الهبوط من دوري الدرجة الثالثة في 1971-1972 و1972-1973، وإن كان ذلك بفارق هدفاً واحداً في الموسميين. بعد مُضي هذين الموسمين شق يورك سيتي طريقه في 1973-1974 وانضم إلى دوري الدرجة الثالثة. بعد أن أثبت يورك سيتي وجوده بين قادة هذا الموسم توج لأول مرة ليحتل المركز الثالث بدوري الدرجة الثانية. وكان ضمن أعلى انجازات يورك سيتي على الإطلاق في منتصف أكتوبر 1974 عندماحتل المركز الخامس في دوري الدرجة الثانية، ولكن انتهي بهم الأمر في المركز الخامس عشر في 1974–1975. تراجع يورك سيتي في الموسم التالي ليصل للمركز الواحد والعشرين فهبط مجدداً إلى دوري الدرجة الثالثة. بلغ يورك سيتي ذروة تعثره في موسم 1977-1978 وأُجبر على التقدم لإعادة انتخابه للمرة السادسة ، وذلك بعد أن وصل إلى المركز الثالث قبل الأخير لدوري الدرجة الرابعة. استمر هبوط يورك سيتي حتى تم إعادة ترشيحه للمرة السابعة بعد أن وصل للمركز الأخير من دوري الدرجة الرابعة 1980-1981.

## يورك سيتي ما بين تتويجات وتعثرات في دوري كرة القدم 1981-2004
في 1981-1982 عاني النادي من أثني عشر خسارة على أرضه ولم يرتفع عن مركزه بسبب هبوط أدائه في 1982-1983 في النصف الثاني من الموسم ، وفي 1983-1984 فاز سيتي ببطولة دوري الدرجة الرابعة مُحرزاً 101 نقطة. فاز يورك سيتي1-0 في يناير 1985 على ضيفه أرسنال الذي يلعب في دوري الدرجة الأولى، وذلك في الجولة الرابعة من كأس الاتحاد الإنجليزي 1984-1985 عن طريق ضربة جزاء في الدقيقة 89 سجلها كيث هوشن. تعادل يورك سيتي 1-1 على أرضه مع حامل لقب بطولة كأس أوروبا ليفربول في فبراير 1985، لكنه خسر 7-0 في جولة الإعادة على ملعب أنفيلد. ألتقى الفريقان مرة أخرى في كأس الأتحاد الإنجليزي في الموسم التالي، وبعد تعادلهم 1-1، فاز ليفربول 3-1 في جولة الإعادة في الوقت الإضافي على ملعب أنفيلد. أنهي سيتي الموسم بحصوله على المركز السابع في دوري الدرجة الثالثة في 1985-1986 وهو يعد الموسم الخامس على التوالي الذي يحسن فيه يورك سيتي مركزه في نهاية الدوري.

المراكز التي أحتلها يورك سيتي في الدوري منذ موسم 1929-1930

تجنب يورك سيتي هبوط مركزه بعد تعادُله في آخر مباراة في 1986-1987. انهي يورك سيتي اخيراٌ تعثُره الذي دام خمس سنوات بعد أن توج كنادي في الدرجة الثانية بعد التصفيات. هُزم نادي كروأليكسندر في المباراة النهائية والفاصلة على ملعب ويمبلي بعد ضربات الجزاء التي انتهت 3-5 بعد مباراة دام فيها التعادل 1-1 حتى الوقت الإضافي. وصل يورك سيتي من المحاولة الأولي إلى تصفيات دوري الدرجة الثانية، ولكنه خسر 1-0 أمام نادي ستوكبوت كونتي في الدور قبل النهائي. حقق يورك سيتي فوزاٌ إجمالياً 4-3 في الجولة الثانية من كأس رابطة الأندية الإنجليزية 1995-1996 على بطل اتحاد كرة القدم في الدوري الممتاز وكأس الأتحاد الإنجليزي مانشستر يونايتد، وشمل ذلك الفوز على مانشيستر 3-0 في مباراة الذهاب على ملعب أولد ترافورد والذي شمل على بعض اللاعبين الناشئين وكان الفريق الأكثر خبرة قادر على التغلب على العجز في مباراة الإياب ليهزم سيتي 1-3. هزم سيتي نادي إيفرتون في الجولة الثانية من من كأس رابطة أندية المحترفين في الموسم التالي بعد أن تعادلوا 1-1 في مباراة الذهاب و2-3 على أرضهم في مباراة الإياب.